# مروان کنزاری
مروان کِنزاری (هلندی: Marwan Kenzari؛ زادهٔ ۱۶ ژانویهٔ ۱۹۸۳) هنرپیشه اهل کشور هلند است. وی از سال ۲۰۰۸ میلادی تاکنون مشغول فعالیت بوده است و در فیلم‌های هلندی و انگلیسی زبان بازی کرده است.
از فیلم‌های معروف او می‌توان به بازی در مومیایی و چه بر سر دوشنبه آمده؟ اشاره کرد. او همچنین در فیلم علاءالدین (۲۰۱۹) در نقش جعفر بازی کرده است و در سال ۲۰۲۲ در فیلم بلک ادم از دنیای توسعه‌یافته دی‌سی در نقش اسماعیل گرگور / ساباک ظاهر شد.

## فیلم‌شناسی
| سال  | عنوان                     | نقش                                  | یادداشت‌ها |
| ---- | ------------------------- | ------------------------------------ | --------- |
| ۲۰۰۸ | خواهر کتیا                | جیاک                                 |           |
| ۲۰۰۹ | آخرین روزهای اما بلنک     | مارتین                               |           |
| ۲۰۱۰ | لافت                      | تام فنکر                             |           |
| ۲۰۱۱ | رابات                     | زکریا                                |           |
| ۲۰۱۲ | بلک آوت                   | یوسف                                 |           |
| ۲۰۱۳ | گرگ                       | مجید زمری                            |           |
| ۲۰۱۴ | هارتن‌استرات               | دان                                  |           |
| ۲۰۱۴ | متهم                      | کاراگاه ران لیفلنگ                   |           |
| ۲۰۱۴ | بی‌پروا                    | ریکو                                 |           |
| ۲۰۱۴ | قلبم را بگیر              | ریچارد                               |           |
| ۲۰۱۶ | برخورد                    | ماتیاس                               |           |
| ۲۰۱۶ | بن هور                    | دروس‌ها                               |           |
| ۲۰۱۶ | قول                       | امره اوگان                           |           |
| ۲۰۱۷ | مومیایی                   | مالک                                 |           |
| ۲۰۱۷ | چه بر سر دوشنبه آمده؟     | آدریان نولز                          |           |
| ۲۰۱۷ | قتل در قطار سریع‌السیر شرق | پیر میشل                             |           |
| ۲۰۱۸ | فرشته                     | اشرف مروان                           |           |
| ۲۰۱۹ | علاءالدین                 | جعفر                                 |           |
| ۲۰۱۹ | غریزه                     | ادریس                                |           |
| ۲۰۲۰ | نگهبانانی از دیرباز       | جو (یوسف الکیسانی)                   |           |
| ۲۰۲۰ | شرق                       | ریموند وسترلینگ                      |           |
| ۲۰۲۲ | بلک ادم                   | اسماعیل گرگور / ساباک؛ پادشاه آک-تون |           |
| TBA  | نگهبانانی از دیرباز ۲     | جو                                   | پس‌تولید   |
| TBA  | هر شبی دیگر               | مکس                                  | پیش‌تولید  |